# Residencia de Señoritas
La Residencia de Señoritas est une institution universitaire espagnole et le premier établissement officiel destiné à promouvoir l'enseignement universitaire pour les femmes à Madrid. 
Créée en 1915 par Maria de Maeztu, pédagogue de l'Institution libre d'enseignement, la Résidence cesse de fonctionner à la fin de la guerre d'Espagne en 1939, à l'arrivée au pouvoir des nationalistes de Franco.
Son pendant à Barcelone est la Residència Internacional de Senyoretes Estudiants.

## Histoire
La Residencia de Señoritas ouvre à Madrid en octobre 1915 avec 30 élèves inscrites dès la première année. L'institution s'installe dans un bâtiment loué par l'Instituto-Escuela, laissé vacant par le déménagement de la Résidence d'étudiants dans un autre site de Madrid.
Très vite, le succès des inscriptions entraîne la dispersion provisoire des cours dans d'autres locaux autour des rues Fortuny, Rafael Calvo et Miguel Ángel, près du Paseo de la Castellana. 
De 1933 à 1939, toutes les salles de classe, l'administration et les services sont réunis dans un nouveau pavillon du jardin de la propriété Fortuny, bâti par les architectes Carlos Arniches Moltó et Martín Domínguez Esteban. 
L'objectif principal de l'établissement est la promotion de l'éducation universitaire pour les femmes. Sur beaucoup d'aspects, elle suit le modèle de la résidence d'étudiants qui est son équivalent masculin. Les étudiantes disposent de logements, de laboratoires et d'une bibliothèque où sont assurés les premiers cours de science des bibliothèques.
On retrouve deux profils principaux d'étudiantes, comme le décrit la dramaturge Blanca Baltés dans son ouvrage Beatriz Galindo en Estocolmo. D'une part, les maridas (« mariées »), épouses de membres éminents de la grande société espagnole, qui s'inscrivent à leur frais. D'autre part, les étudiantes plus progressistes, férues des courants artistiques de l'époque et mues par la liberté du courant de Las Sinsombrero («Les Sans-chapeau»).

## Élèves, professeures et collaboratrices
La grande majorité des femmes qui comptent dans la société espagnole d'avant-guerre sont liées à l'établissement, telles que Delhy Tejero et Josefina Carabias.
La géographe Teresa Andrés Zamora y donne des cours.

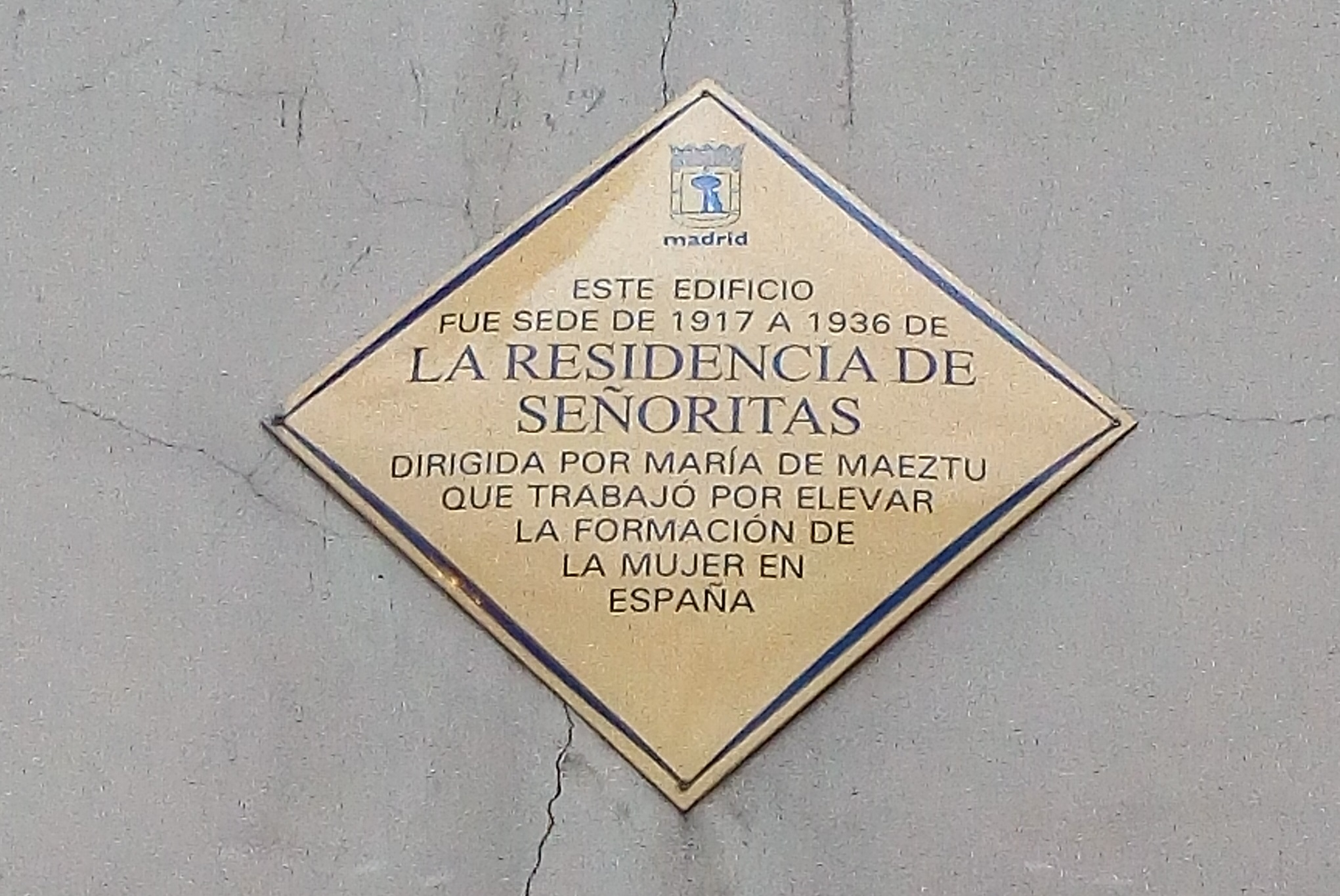
Siège de la Residencia de Señoritas, à Madrid.

Parmi les anciennes élèves, on retrouve des pédagogues, comme María Sánchez Arbós, Juana Moreno, María Comas Camps, Carmen Castilla, Margarita de Mayo Izarra et Carmen Isern, ainsi que des scientifiques, comme María García Escalera, Cecilia García de Cosa ou encore la neurologue Josefa Barba-Gosé Flexner.
Des figures politiques comme Victoria Kent et Matilde Landa et des juristes comme Matilde Huici sont également passées par la Résidence.
L'actrice María del Carmen García Lasgoity, comédienne de la Barraca durant la République, est l'une des anciennes élèves.
María Goyri, María Zambrano, Victorina Durán et Maruja Mallo y ont enseigné.
Zenobia Camprubí, Gabriela Mistral, Victoria Ocampo, María Martínez Sierra, Clara Campoamor, Concha Méndez, María Martos, Julia Iruretagoiena, Sol Acín et la pédiatre Nieves González Barrio ont également collaboré au projet.

## Associations et échanges
Le Lyceum Club Femenino et l'Asociación Española de Mujeres Universitarias sont créées au sein de la résidence.
L'établissement maintient une étroite relation avec l'Instituto-Escuela, qui soutient la Résidence matériellement et humainement, avec de nombreux échanges avec des étudiantes et des professeures étrangères. 
Au fil des années, la résidence accueille des invitées prestigieuses, comme Marie Curie, et échange régulièrement avec les grandes institutions féministes internationales, comme l'International Federation of University Women, qui a célébré son congrès de 1928 à Madrid et dont les participantes sont accueillies dans la résidence, ou encore la Ligue internationale des femmes pour la paix et la liberté.

## Guerre d'Espagne et démantèlement
Lorsque la guerre d'Espagne éclate en 1936, la résidence est pratiquement vide, les étudiantes étant alors en vacances d'été. Ses installations servent alors d'hôpital et d'orphelinat. 
L'arrivée au pouvoir des nationalistes met un terme à l'université. Maria de Maeztu doit s'exiler tandis que le régime franquiste met en place la politique d'épuration contre les fonctionnaires fidèles à la République.
L'établissement ouvre de nouveau le 15 février 1940, complètement transformé sous la direction de Matilde Marquina García, membre de la Section Féminine de la Phalange. L'école prend le nom de Colegio Mayor Santa Teresa de Jesús (es) et prohibe les principes de l'Institution libre d'enseignement. Matilde Marquina épargne néanmoins Eulalia Lapresta, ancien bras droit de Maria de Maeztu, et Enriqueta Martín qui devient chargée de la bibliothèque. Le poste de "conseiller religieux", occupé par le prêtre Félix García Vielba, est ajouté à la nouvelle organisation.

## Archives et récupération historique

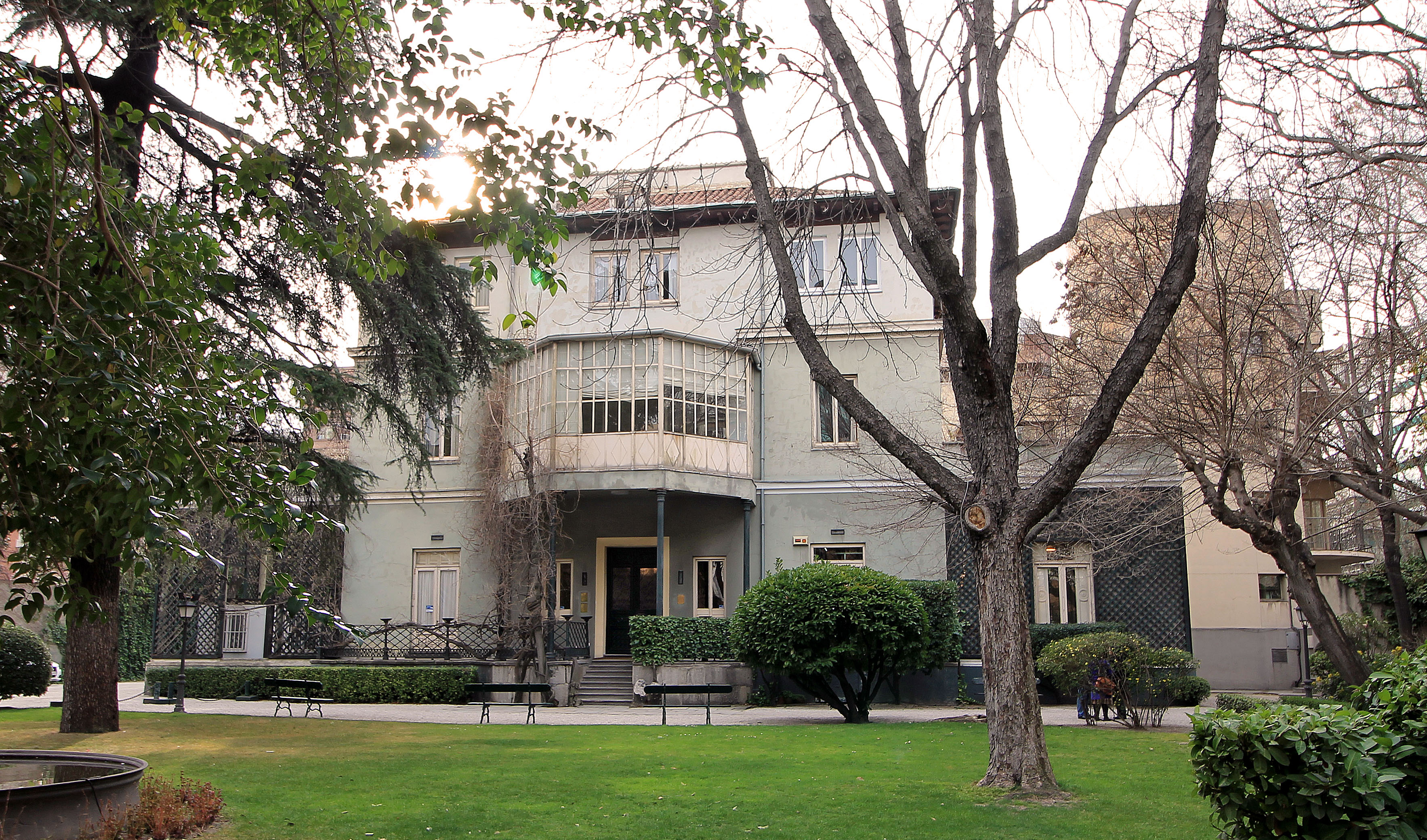
La Residencia de Señoritas, de nos jours, siège de la Fondation José Ortega y Gasset.

La démocratie revenue, le collège est déplacé dans les années 1980 dans la Cité Universitaire de Madrid. L'ancien siège de la Residencia de Señoritas devient le siège de la Fondation José Ortega y Gasset.
Les archives de la Residencia de Señoritas ont été préservées grâce à l'action du professeur Vicente Cacho Viu, le soutien de Soledad Ortega Spottorno et son fils José Varela Ortega, et du travail poursuivi par les professeurs Capel Martínez et Alicia Moreno. 
Y figurent notamment la grande correspondance entretenue par Maria de Maeztu avec ses élèves et leurs familles, ainsi que les lettres de recommandation reçues. On retrouve ainsi les courriers de María Zambrano, María Goyri, Concha Espina, Victoria Kent, Clara Campoamor, Luis Jiménez de Asúa, Gregorio Marañón, Zenobia Camprubí, Rafael Alberti ou encore des personnalités de la Génération de 98, comme Azorín, Pío Baroja, Miguel de Unamuno ou Ramón María del Valle-Inclán.